# Кодекс административного судопроизводства Украины
Ко́декс администрати́вного судопроизво́дства Украи́ны (сокр. КАС Украины; укр. Кодекс адміністративного судочинства України) — кодифицированный нормативно-правовой акт (Закон Украины), устанавливающий юрисдикцию и полномочия административных судов, порядок судопроизводства в административных судах.
Является источником норм процессуального права в сфере разрешения публично-правовых споров на территории Украины.

## Редакции
Изначально Верховная Рада Украины проголосовала за документ 6 июля 2005 года. С 15 декабря 2017 года действует новая редакция кодекса.

## Структура
Кодекс состоит из 391 статьи, которые размещены в 5 из 7 разделов. Разделы:
- Общие положения;
- Исковое производство;
- Пересмотр судебных решений;
- Процессуальные вопросы, связанные с исполнением судебных решений;
- Восстановление утерянного судебного дела;
- Заключительные положения;
- Переходные положения.